# Лубне
Лубне (пол. Lubne) — неіснуюче село на перетині етнічних українських територій Лемківщини і Бойківщини. Територія зараз знаходиться в гміні Балигород, Ліського повіту в Підкарпатському воєводстві. Розташоване в пасмі гір Західних Бескидів, над річкою Яблінка, недалеко від кордону зі Словаччиною та Україною.

## Історія
Назва походить від "лубу" або кори. 
Вперше згадується в документі, підготовленому при розподілі маєтностей у 1598 році. До 1772 року село знаходилося в Сяноцькій землі Руського воєводства. 
У 1772—1918 роках село було у складі Австро-Угорської монархії, у провінції Королівство Галичини та Володимирії. На 1787 рік австрійські кадастрові відомості містять згадку про наступні родини села (за прізвищами): Бруц (Bruts'), Запоточний (Zapotochnyj) — 2 родини, Муців (Mytsiv) — 2 родини, Федорів (Fedoriv).
У 1919—1939 роках село входило до Ліського повіту Львівського воєводства. У 1921 році в селі було 14 будинків і 88 мешканців (87 греко-католиків і 1 римо-католик). Станом на 1 січня 1939 року у селі мешкало 120 осіб (115 українців і 5 євреїв). Село належало до Ліського повіту Львівського воєводства.
Греко-католицька громада належала до парафії Балигород Балигородського деканату Перемиської єпархії.

### Кількість вірних
- 1840 р. — 76 греко-католиків;
- 1859 р. — 63 греко-католики;
- 1879 р. — 85 греко-католиків;
- 1899 р. — 116 греко-католиків;
- 1926 р. — 123 греко-католики;
- 1936 р. — 145 греко-католиків.

Після Другої світової війни село повністю зруйноване, а українські родини насильно переселені в СРСР у травні 1946 року. 
На сьогоднішній день є залишки фруктових садів, що були насаджені біля колишніх будівель.